# 呂慧妍
呂慧妍（LUI Sabrina，1983年12月22日—），香港女子劍擊運動員。畢業於香港浸會大學體育及康樂管理系。

## 簡歷
2006年，呂慧妍代表中國香港參加多哈亞運會擊劍比賽，伙拍鄭玉嫻、楊翠玲和張依妮取得女子重劍團體銅牌。
2010年，呂慧妍代表中國香港參加廣州亞運會擊劍比賽，伙拍鄭玉嫻、楊翠玲和張淅蕾取得女子重劍團體銅牌。